# Stoke (Havant)
Stoke – wieś w Anglii, w hrabstwie Hampshire, w dystrykcie Havant, na wyspie Hayling Island. Leży 39 km na południowy wschód od miasta Winchester i 97 km na południowy zachód od Londynu.